# Сакураи, Томо
Томо Сакураи (яп. 桜井 智 Сакураи Томо, 10 сентября, 1971, префектура Тиба) — 13 августа 2025) — японская сэйю, певица.  Изначально она была частью айдол-трио Lemon Angel, а в 1990-х годах начала карьеру актрисы озвучивания, сыграв роли Майлин Джениус в «Mакросс 7», Мэйми Ханеока в Saint Tail, Макимати Мисао в Rurouni Kenshin, главную героиню «Super Doll Licca-chan» и «Idolmaster: Xenoglossia (2007). В последние годы своей жизни она ненадолго вернулась из отставки, озвучив Синтию в Pokémon Master Journeys: The Series и сыграв роль Каэдэ в аниме 2024 года Grandpa and Grandma Turn Young Again

## Об артистке
Томо Сакураи начала свою карьеру в 1987 в составе айдол-трио Lemon Angel.
Позже переквалифицировалась в сэйю, озвучивая персонажи аниме-сериалов, среди которых «Макросс 7», Rurouni Kenshin, «Эль-Хазард: Странники», Saint Tail и Gintama. Одновременно с этим исполняла песни для аниме от лица своих персонажей. Всего выпустила четыре сингла и шестнадцать альбомов.
В 2016 году объявила о завершении карьеры. Несколько лет воздерживалась от выступлений, но в 2019 году вернулась на сцену после двухлетнего перерыва. В 2023 году Сакураи диагностировали рак поджелудочной железы. 4 августа 2025 года её госпитализировали, и 13 августа она умерла в больнице.

## Позиции в Гран-при журналаAnimage
- 1995 год — 13-е место в номинации на лучшую сэйю[6];
- 1996 год — 6-е место в номинации на лучшую сэйю[7];
- 1997 год — 8-е место в номинации на лучшую сэйю[8].

## Роли в аниме
- 1987 год — Лимон со сливками: Лимоновый ангел (Томо);
- 1993 год — Dragon League (Принцесса);
- 1994 год — Akazukin Chacha (Марин);
- 1994 год — Garou Densetsu: The Motion Picture (Сулия Гаудеамус);
- 1994 год — Макросс 7 (ТВ) (Милен Джениус);
- 1995 год — Удивительный мир Эль-Хазард OVA-1 (Шейла-Шейла);
- 1995 год — Макросс 7 — Фильм (Милен Джениус);
- 1995 год — Эль-Хазард: Странники (Шейла-Шейла);
- 1995 год — Kaitou Saint Tail (Мэйми Ханэока / Сент-Тэйл);
- 1995 год — Макросс 7 На бис (Милен Джениус);
- 1996 год — Rurouni Kenshin (ТВ) (Макимати Мисао);
- 1996 год — Shamanic Princess (Сара);
- 1996 год — Choujin Gakuen Gowcaizer: The Voltage Fighters (Карин Сон);
- 1996 год — Девичья Сила OVA-6 (Патти);
- 1996 год — Angel Densetsu (Рёко Койсо);
- 1997 год — Удивительный мир Эль-Хазард OVA-2 (Шейла-Шейла);
- 1997 год — Макросс 7 Динамит (Милен Джениус);
- 1998 год — Альтернативный мир Эль-Хазард (Шейла-Шейла);
- 1998 год — Super Doll Licca Chan (Кукла Ликка);
- 1999 год — Super Doll Licca-chan: Licca-chan Zettai Zetsumei! Doll Knights no Kiseki (Кукла Лика);
- 2005 год — Жгучий взор Сяны (первый сезон) (Тигуса Сакай);
- 2005 год — Май-Отомэ (ТВ) (Рена);
- 2005 год — Навсегда мой Санта (Ноэль-сэнсэй);
- 2007 год — Идолмастер Ксеноглоссия (Адзуса Миура);
- 2007 год — Жгучий взор Сяны — Фильм (Тигуса Сакай);
- 2007 год — Жгучий взор Сяны (второй сезон) (Тигуса Сакай);
- 2009 год — Новый Дораэмон 2009 (фильм четвёртый) (Роппл).